# 148e brigade d'artillerie
Pour les articles homonymes, voir 148e brigade.
La 148e brigade d'artillerie (en ukrainien : 148-ма окрема артилерійська бригада, abrégé en 148 РеАБр  (numéro d'unité militaire А3316) est une grande unité des troupes d'artillerie des Forces terrestres ukrainiennes.

## Historique
En 2015, à la suite de la guerre du Donbass le 148e est créé à partir de la 81e brigade aéromobile. Elle reçut son baptême du feu l'été 2015, lors de la défense de l'aéroport de Donetsk.
En 2023, la brigade combat avec le Groupe opérationnel Tauride près de Zaporijjia

## Structure et équipement
- (uk) Cet article est partiellement ou en totalité issu de l’article de Wikipédia en ukrainien intitulé « 148-ма окрема артилерійська бригада (Україна) » (voir la liste des auteurs).

### Commandant
2023 colonel Lanovy Maxime Borisovitch

### Armement

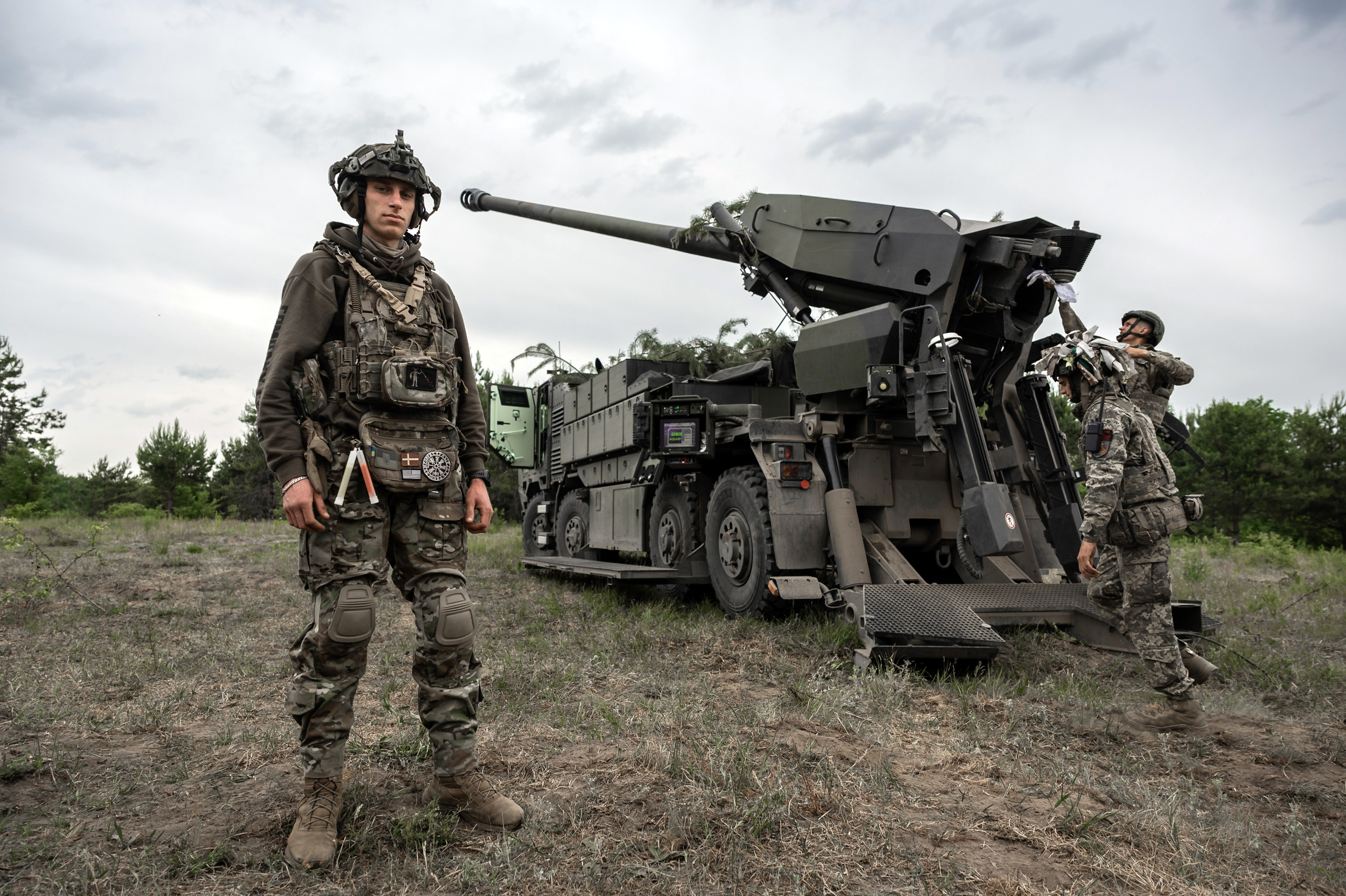
Un CAESAR en batterie en 2023.

- M777 canon d'artillerie remorqué anglo-américain de 155 millimètres[1] ;
- CAESAR 8x8 canon automoteur sur roues français de 155 millimètres[1].

## Traditions
- (uk) Cet article est partiellement ou en totalité issu de l’article de Wikipédia en ukrainien intitulé « 148-ма окрема артилерійська бригада (Україна) » (voir la liste des auteurs).

Après la reformation du 148e régiment d’artillerie en 148e brigade d’artillerie, le slogan « Le feu ne brûle pas les féroces » a été remplacé par « La flamme de la victoire ».
Le 6 décembre 2021, à Kramatorsk, à l’occasion du 30e anniversaire de la création des forces armées ukrainiennes, le commandant des opérations des forces combinées, le lieutenant-général Oleksandr Pavliouk, a remis son fanion à la 148e.
Le 17 novembre 2022 la 148e a reçu le prix honorifique « Pour le Courage et la Bravoure ».